# Torneo Godó 1974
Il Torneo Godó 1974 è stato un torneo di tennis giocato sulla terra rossa. È stata la 22ª edizione del Torneo Godó, che fa parte del Commercial Union Assurance Grand Prix 1974. Si è giocato al Real Club de Tenis Barcelona di Barcellona in Spagna, dal 14 al 20 ottobre 1974.

## Campioni

### Singolare
Ilie Năstase ha battuto in finale  Manuel Orantes 8–6, 9–7, 6–3

### Doppio
Juan Gisbert /  Ilie Năstase hanno battuto in finale  Manuel Orantes /  Guillermo Vilas con il punteggio di 3–6, 6–0, 6–2